# Raimundo Pimentel
José Raimundo Pimentel do Espirito Santo (Maceio, 15 de agosto de 1964) é um médico e político brasileiro. Atualmente é prefeito do município de Araripina. Eleito em 2016 pelo PSL, com 18,332 votos e reeleito com 23.350 votos em 2020.

## Biografia
Foi médico do sistema público de saúde por cerca de 20 anos. Casado com a médica pediatra e atual deputada estadual Socorro Pimentel com quem tem 2 filhos Larissa Muniz Falcão do Espirito Santo (secretaria da educação de Araripina) e Pedro Henrique Muniz Falcão Pimentel.

## Vida pública

### Deputado Estadual
Foi três vezes deputado estadual de Pernambuco, eleito em eleições consecutivas (2003 a 2014).

#### Eleições 2002
Em 2002 foi eleito para seu primeiro mandato pelo PSL como deputado estadual de pernambuco, recebendo 26.553 votos, migrou para o PSDB ainda no seu primeiro ano como deputado. O principal destaque do deputado no seu primeiro mandato foi presidindo A CPI do Tráfico de Órgãos, a CPI começou em dezembro de 2003 e contou com o apoio da Polícia Federal e do Ministério Público Federal. A investigação expôs um dos maiores esquemas de trafico de orgãos do Brasil com repercussão internacional.
A atuação de Raimundos Pimentel e Ana Cavalcanti rendeu ainda o Prêmio ILADH de Direitos Humanos, concedido pelo Instituto Latino Americano de Promoção e Defesa dos Direitos Humanos (ILADH), pela atuação na CPI do Tráfico de Órgãos e na Comissão Especial de Combate ao Abuso e à Exploração Sexual de Crianças e Adolescentes. 
Também recebeu, junto com os deputados Isaltino Nascimento (PT) e Carla Lapa (PSB) o Troféu Leão do Norte, por suas atuações nas áreas de Desenvolvimento da Educação; Desenvolvimento Econômico/Administrativo e Desenvolvimento Cultural. O prêmio é patrocinado pelo Banco do Brasil em parceria com a Assembléia Legislativa, foi criado em 1971, para homenagear os parlamentares que se destacaram nessas categorias.

Os trabalhos foram analisados por uma comissão julgadora composta por 15 representantes de diversas instituições do Estado, como a Associação de Imprensa de Pernambuco (AIP), Academia Pernambucana de Letras (APL) e Conselhos Estaduais de Educação e de Cultura. O nome da premiação foi inspirado no leão, símbolo de Pernambuco.
O troféu é um grande estímulo para que os deputados continuem a desenvolver um bom trabalho— Deputado Lula Cabral, 16 de dezembro de 2004.

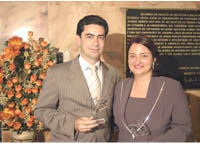
Prêmio ILADH de Direitos Humanos

Ainda no primeiro mandato, no ano de 2005, Pimentel presidiu a Comissão Especial de Transposição do São Francisco, aonde realizou audiências publicas no sertão de Pernambuco, incluindo o município de Araripina, o debate contou com a presença do secretário estadual de Ciência, Tecnologia e Meio Ambiente do Estado, Cláudio Marinho e representantes do Ministério da Integração Nacional. Segundo Pimentel:
"Nela serão discutidas as modificações ao projeto propostas pelo Estado. Teremos a oportunidade de debater, junto com a população, prefeitos, lideranças dos municípios da região e do Governo do Estado, o projeto do Canal do Sertão, batizado como Eixo Oeste, que levará água para o Sertão do Araripe, permitindo a irrigação de cerca de 50 mil hectares"

#### Eleições 2006
Reeleito em 2006 com 45.286 votos, o principal destaque de Pimentel nessa legislatura foi a presidencia da CPI da Celpe. Aonde buscou intermediar os desentendimentos entre as bancadas do governo e oposição. Na ocasião, a bancada governista vetou o nome de Augusto Coutinho para a CPI levando a bancada da oposição a não indicar outros nomes para compor a CPI. Raimundo Pimentel considerou o episódio como uma "discussão menor" e declarou que "esse tipo de polêmica só interessa à própria CELPE". Apesar da posição de Pimentel, Pedro Eurico, seu colega de partido, afirmou que após o veto ao nome de Coutinho a oposição não poderia mais fazer parte da comissão.

#### Eleições 2010
Reeleito pelo PSB em 2010 para o seu terceiro mandato consecutivo, o deputado se destacou por sua atuação na Comissão de Constituição, Legislação e Justiça (CCLJ) e também pela atuação nos projetos para promover benefícios ao meio ambiente no Arquipélago de Fernando de Noronha, que rendeu ao deputado o Prêmio Amigo do Meio Ambiente, concedido pela Agência Estadual do Meio Ambiente (CPRH).
Também presidiu a Comissão de Administração Pública da ALEPE, participando dos debates que uniram o governo e oposição contra a Medida Provisória (MP) 595/2012 regulamenta a exploração de portos e de instalações portuárias no Brasil. Segundo Pimentel é necessário manter a autonomia de Suape.
Fez parte da CPI da Telefonia Móvel, presidida pelo deputado Betinho Gomes (PSDB), a CPI teve como objetivo apurar queixas de usuários de várias regiões do estado e melhorar a qualidade da telefonia móvel. Pimentel destacou a importância das CPIs realizadas pela assembleia para a sociesociedade.

### Prefeitura De Araripina
Em 2016, foi eleito prefeito de Araripina com 18.332 votos (43,08%) e reeleito em 2020 com 23.350 votos (54,60%), se tornando o prefeito mais votado da história do município naquela eleição, recorde batido por Evilásio Mateus na eleição de 2024, tendo obtido 27.099 votos (58,01%).

#### Eleições 2016
Em 2016,Pimentel (PSL) disputou a prefeitura de Araripina tendo como vice em sua chapa Bringel Filho (PSDB), então vereador e filho do ex-deputado e ex-prefeito de Araripina Emanuel Bringel, sendo eleito com 18.332 votos. Participaram da campanha de Pimentel o então ministro Fernando Filho, o ex-prefeito Valmir Lacerda e o vice-prefeito Valmir Filho.
Durante a campanha de 2016 Pimentel prometeu fazer um "governo revolucionário", focando nas áreas de saúde, educação, segurança pública, comércio e indústria.
No seu primeiro mandato como prefeito, Pimentel se destacou pelas retomadas de obras em parceria com o governo federal, por meio da CODEVASF e pela inauguração da Faculdade de Medicina de Araripina, autorizada pela Portaria n° 924, publicada pelo Ministério da Educação (MEC) do dia 27 de novembro de 2018, com a qual o governo municipal realizou parcerias.
Apesar de ser filiado ao ex-partido do presidente Jair Bolsonaro, na época, nas eleições de 2018 Pimentel declarou apoio a Ciro Gomes.

#### Eleições 2020
Tento como opositor o candidato Tião do Gesso, que recebeu 19.415 dos votos, ficando em segundo lugar com 45,40% dos votos válidos.

#### Eleições 2024

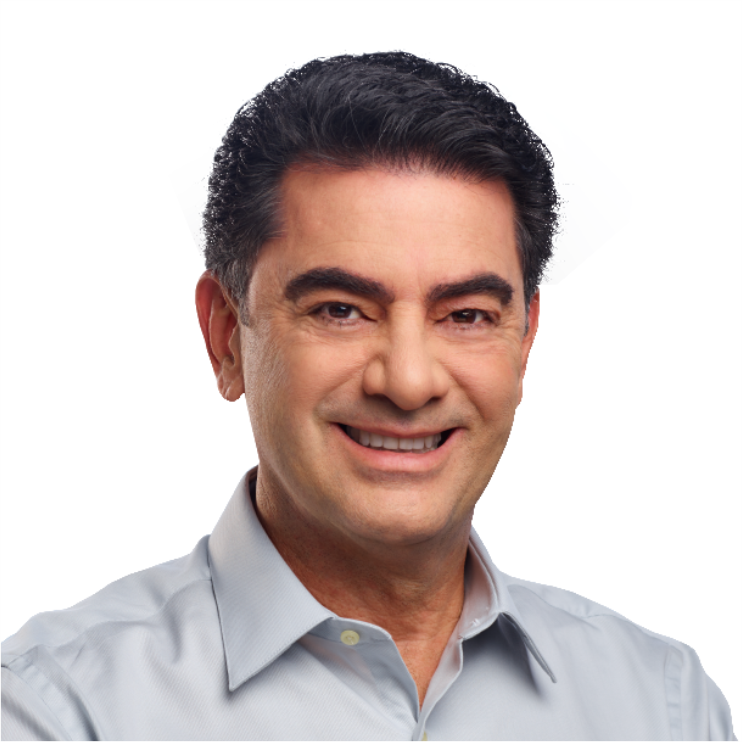
Raimundo Pimentel, em foto tirada durante sua campanha de 2020, ano em que foi reeleito prefeito de Araripina.

Em 2024, Pimentel anunciou Ana Paula Ramos, sobrinha do ex-governador José Muniz Ramos como pré-candidata pelo PDT após decisão da liderança municipal. Porém, a liderança nacional do PDT anunciou uma nova convenção para eleger o pré-candidato pelo partido, a nova convenção determinou a escolha do pré-candidato pelo voto da maioria dos filiados, sendo escolhido Evilásio Mateus como pré-candidato. Após decisão do PDT, Raimundo Pimentel anunciou apoio a vereadora Camila Modesto para pré-candidata pelo Podemos. Mesmo com o apoio de Pimentel, Camila Modesto acabou ficando em segundo lugar com 41,06% dos votos, sendo eleito como prefeito de Araripina Evilásio Mateus com 58,01% dos votos.

### Polêmicas
No dia 25 de janeiro de 2019 o Ministerio Público do Pernambuco questionou o prefeito sobre a nomeação de sua filha para a secretaria de educação de araripina. Em ofício o MP-PE solicitou informações sobre as razões de ordem técnica que justifiquem a nomeação da filha do prefeito, Larissa Muniz Falcão, para o cargo de secretária de educação do município. Em nota, o prefeito respondeu que sua filha, que é formada em medicina, tem total experiência para exercer as funções na Secretaria de Educação.
Em outubro de 2019 o Ex-prefeito Emanuel Bringel afirmou, em tom de denuncia, que a esposa do prefeito Pimentel, que é médica do município, recebe R$ 13.388,58 de salario e é a única médica do município que recebe 100% de gratificações; logo a informação foi confirmada pelo portal da transparencia. Em resposta, o prefeito disse que não havia "nada de ilegal e que a oposição não pode deixar de reconhecer que sua esposa trabalha e trabalha muito", nas palavras do prefeito. O prefeito disse ainda que o objetivo de Brilgel com a denuncia era confundi a cabeça da população, e lembrou que "Bringel é ficha-suja e não pode ser candidato a prefeito".

## Histórico Eleitoral
| Ano  | Eleição                 | Partido | Candidato a       | Votos  | %                 | Resultado | Ref e Notas       |
| ---- | ----------------------- | ------- | ----------------- | ------ | ----------------- | --------- | ----------------- |
| 2002 | Estaduais em Pernambuco | PSL     | Deputado Estadual | 26.553 | 0,69%             | Eleito    | [ 42 ]            |
| 2006 | Estaduais em Pernambuco | PSDB    | Deputado Estadual | 45.286 | 1,07%             | Releito   | [ 43 ]            |
| 2010 | Estaduais em Pernambuco | PSB     | Deputado Estadual | 42.503 | 0,92%             | Releito   | [ 44 ]            |
| 2016 | Municipal de Araripina  | PSL     | Prefeito          | 18.332 | 43,08% (1º Turno) | Eleito    | [ nota 2 ] [ 45 ] |
| 2020 | Municipal de Araripina  | PSL     | Prefeito          | 23.350 | 54,60% (1º Turno) | Releito   | [ nota 3 ] [ 46 ] |